# Yasmine Akram
Yasmine Akram (ur. 1982 r. w Szardży) – irlandzka aktorka, pisarka i komik pakistańskiego pochodzenia. Znana przede wszystkim jako Janine z serialu Sherlock oraz roli Jonesy w serialu Lovesick.